# オピウム (レコードレーベル)
オピウム（Opium、00piumとも表記される）は、2019年にアメリカのラッパー、プレイボーイ・カーティによって設立されたアメリカのレコード・レーベルおよびラップ・コレクティブである。このレーベルはジョージア州アトランタに拠点を置いており、現在4組のアーティストが所属している。ラッパーのプレイボーイ・カーティ、ケン・カーソン、デストロイ・ロンリー、そしてデュオのホミサイド・ギャングであり、全員が同市の出身である。このレーベルは、KP Beatz、Lil 88、F1lthyといった、プレイボーイ・カーティのセカンド・スタジオ・アルバム『ホール・ロッタ・レッド』に広範に関わった様々なプロデューサーとも関係がある。

## 歴史
2019年にオピウムと契約したケン・カーソンは、2021年7月23日にデビュー・スタジオ・アルバム『Project X』をリリースしたが、全米Billboard 200チャートには入らなかった。2022年7月8日、カーソンはセカンド・スタジオ・アルバム『X』をリリースし、全米ビルボード200チャートで115位、全米トップR&B/ヒップホップ・アルバムチャートで50位で初登場した。このアルバムは、7月5日にリリースされたシングル「The End」に支えられた。2021年にオピウムと契約したデストロイ・ロンリーは、2022年8月12日に5枚目のミックステープ『No Stylist』をリリースし、全米ビルボード200で91位、全米トップR&B/ヒップホップ・アルバムチャートで57位で初登場した。2022年10月、ケン・カーソンは『X』のデラックス版『Xtended』をリリースし、5曲の追加トラックが収録された。2022年11月、デストロイ・ロンリーは『No Stylist』のデラックス版『NS+ (Ultra)』をリリースし、複数の新曲が追加された。
2023年5月、デストロイ・ロンリーはデビュー・スタジオ・アルバム『If Looks Could Kill』をリリースした。このアルバムは、2023年3月3日にリリースされた同名のリードシングルに支えられたもので、この未発表のスニペットがTikTokでバイラルになった後にリリースされた。このシングルは、全米ホットR&B/ヒップホップ・ソングスチャートで30位で初登場した。『If Looks Could Kill』は、音楽批評家から概ね肯定的な評価を受けた。このアルバムは、全米ビルボード200で初週に29,000アルバム換算単位を記録し、18位で初登場し、ロンリーにとって最高位のアルバムとなった。2023年7月、プレイボーイ・カーティは、ケン・カーソン、デストロイ・ロンリー、ホミサイド・ギャングと共に「Antagonist Tour」と題されたグローバルツアーの日程を発表した。その後2023年9月、ツアーのアメリカ公演は2024年初頭に延期された。
2023年9月、デストロイ・ロンリーは『If Looks Could Kill』のデラックス版『Director's Cut』をリリースし、全エディション（ビニール、CD、デジタル版を含む）からの全トラックが収録された。2023年10月、ケン・カーソンはサード・スタジオ・アルバム『A Great Chaos』をリリースし、全米ビルボード200で初週に49,000アルバム換算単位を記録し、11位で初登場し、カーソンにとって初の全米トップ20アルバムとなった。このアルバムは、バレンタインデーにリリースされたシングル「I Need U」に支えられた。2024年5月31日、ホミサイド・ギャングはサード・スタジオ・アルバム『I5u5we5』をリリースし、これはデュオにとってインタースコープ・レコードからの初リリースとなった。2024年7月5日、カーソンは『A Great Chaos』のデラックス版をリリースし、シングル「Overseas」を含む7曲の追加トラックが収録された。このシングルは、全米Billboard Hot 100で79位で初登場し、彼にとって初のチャートインとなった。
デストロイ・ロンリーは、2024年8月30日にセカンド・スタジオ・アルバム『Love Lasts Forever』をリリースした。このアルバムは、全米トップR&B/ヒップホップ・アルバムで1位で初登場し、彼にとって同チャートで初の1位となった。また、このアルバムは全米ビルボード200で初週に37,500アルバム換算単位を記録し、10位で初登場した。このアルバムは、6月14日にリリースされたシングル「Luv 4 Ya」に支えられた。2024年9月4日、デストロイ・ロンリーはアルバム『Love Lasts Forever』のデラックス版『V2.5』をリリースし、プロジェクトに10曲の新曲を追加した。
2024年11月1日、ケン・カーソンはフォース・スタジオ・アルバム『More Chaos』のプロモーションとしてシングル「Delusional」をリリースした。このシングルは全米ホットR&B/ヒップホップ・ソングスで49位で初登場した。カーソンは、25歳の誕生日である2025年4月11日にこのアルバムをリリースし、ビルボード200で初の1位を獲得し、ビルボード200とトップR&B/ヒップホップ・アルバムでそれぞれトップ10入りした2枚目のアルバムとなり、初週で59,500アルバム換算単位を記録し、彼の最高位かつ最速の売り上げを記録したアルバムとなった。

## 現在のアーティスト
| アーティスト           | 契約年 | レーベルからの リリース数 | 備考                                              |
| ---------------------- | ------ | ------------------------- | ------------------------------------------------- |
| プレイボーイ・カーティ | 創設者 | 0                         | Interscopeとの共同                                |
| ケン・カーソン         | 2019   | 4                         | Interscopeとの共同、以前はFoundationと            |
| デストロイ・ロンリー   | 2021   | 3                         | Interscopeとの共同、以前はIngroovesと             |
| ホミサイド・ギャング   | 2021   | 4                         | Interscopeとの共同、以前はFoundationとIngroovesと |

## ディスコグラフィ
9つのスタジオ・アルバムと2つのミックステープがこのレーベルからリリースされている。

### アルバム

#### スタジオ・アルバム
| アーティスト         | アルバム                                                  | 詳細                                                                       |
| -------------------- | --------------------------------------------------------- | -------------------------------------------------------------------------- |
| ケン・カーソン       | 『Project X』 (Foundationとの共同リリース)                | - リリース日: 2021年7月11日 - チャート順位: — - RIAA認定: —                |
| ケン・カーソン       | 『X』 (Interscopeとの共同リリース)                        | - リリース日: 2022年7月8日 - チャート順位: 全米115位 - RIAA認定: —         |
| ホミサイド・ギャング | 『Homixide Lifestyle』 (Foundationとの共同リリース)       | - リリース日: 2022年11月22日 - チャート順位: — - RIAA認定: —               |
| ホミサイド・ギャング | 『Snot or Not』 (Foundationとの共同リリース)              | - リリース日: 2023年4月27日 - チャート順位: — - RIAA認定: —                |
| デストロイ・ロンリー | 『If Looks Could Kill』 (Interscopeとの共同リリース)      | - リリース日: 2023年5月5日 - チャート順位: 全米18位 - RIAA認定: —          |
| ケン・カーソン       | 『A Great Chaos』 (Interscopeとの共同リリース)            | - リリース日: 2023年10月13日 - チャート順位: 全米11位 - RIAA認定: ゴールド |
| ホミサイド・ギャング | 『I5u5we5』 (Interscopeとの共同リリース)                  | - リリース日: 2024年5月31日 - チャート順位: — - RIAA認定: —                |
| デストロイ・ロンリー | 『Love Lasts Forever』 (Interscopeとの共同リリース)       | - リリース日: 2024年8月30日 - チャート順位: 全米10位 - RIAA認定: —         |
| ケン・カーソン       | 『More Chaos』 (Interscopeとの共同リリース)               | - リリース日: 2025年4月11日 - チャート順位: 全米1位 - RIAA認定: —          |
| ホミサイド・ギャング | 『Homixide Lifestyle 2』 (Interscopeとの共同リリース予定) | - リリース予定日: TBA - チャート順位: — - RIAA認定: —                      |
| デストロイ・ロンリー | 『</3³』 (Interscopeとの共同リリース予定)                 | - リリース予定日: TBA - チャート順位: — - RIAA認定: —                      |

#### ミックステープ
| アーティスト         | アルバム                                               | 詳細                                                                      |
| -------------------- | ------------------------------------------------------ | ------------------------------------------------------------------------- |
| デストロイ・ロンリー | 『No Stylist』 (Interscope、Ingroovesとの共同リリース) | - リリース日: 2022年8月12日 - チャート順位: 全米91位 - RIAA認定: ゴールド |
| ホミサイド・ギャング | 『5th Amndmnt』 (Ingroovesとの共同リリース)            | - リリース日: 2023年10月27日 - チャート順位: — - RIAA認定: —              |